# 上顎骨

アニメーション。上顎骨を赤で、それ以外の骨を半透明にして示してある（出典：Anatomography）。

上顎骨（じょうがくこつ、英: maxilla）は顔面頭蓋を構成する骨である。
ヒトの上顎骨は、前顎骨（前上顎骨, 間顎骨）と癒合して顔面の中心において大部分をなし、左右対称に1対存在し、正中で縫合している骨である。上顎骨は下顎骨を除いた顔面頭蓋骨の中で最も大きく、上顎の大部分を占める。上顎骨には上顎の歯牙が釘植されており、左右の頬骨と繋がり、硬口蓋前部と鼻腔側壁および鼻腔底、眼窩底を形づくるものである。
上顎骨を構成するものは上顎骨体（上顎体）とそれに付随する前頭突起、頬骨突起、口蓋突起、歯槽突起の4つの骨突起である。

## 上顎骨体
上顎骨体（じょうがくこつたい、英: body of the maxilla, 蘭: corpus maxillae）は上顎骨の構成部位のうち前頭・頬骨・口蓋・歯槽の各突起を除いた部分である。上顎体とも。
内部には上顎洞を有する。上顎骨体の前面は上方の前頭突起から眼窩下窩縁を形成し、そこから下方に向かって眼窩下縫合が伸び、下部に眼窩下孔が開いている。外側に向けては、頬骨突起に向かい頬骨上顎縫合に至る。眼窩下孔の内下方には、犬歯窩と呼ばれる口角挙筋の起始となる窪みが存在し、前下方に向かって歯槽突起へと繋がる。内側方には鼻切痕をなし、正中には上顎間縫合により左右の上顎骨が縫合し、鼻中隔を形成する。その下縁に於いて前鼻棘が前方に突出する。
骨体の上縁は前頭突起から連なりながら眼窩面をなし、眼窩下溝が眼窩底後縁から前内方へと伸び、そのまま眼窩下管となって眼窩下孔に開いている。眼窩面後方は内側から涙骨、篩骨、と順に縫合し、口蓋骨の眼窩突起と接している。
頬骨突起下縁より下の部分は側頭下面と呼び、なだらかな曲を描きながら頬骨歯槽稜から歯槽突起へと繋がる。
側頭下面後方には歯槽孔と呼ばれる2個程度の小孔が存在し、上顎神経の後上歯槽枝や後上歯槽血管が通る歯槽管を為す。更に下方の歯槽突起に向かうと粗な構造の骨隆起である上顎結節へと繋がる。
骨体の内側面は、鼻腔側壁をなし、後上方には上顎洞裂孔と呼ばれる上顎洞の鼻腔に対する出口である大きな裂孔を有する。上方の前頭突起から内側面に篩骨稜、鼻甲介稜と繋がる骨稜下に涙骨から下方に伸びた涙嚢溝が走る。さらに、下方に向かって口蓋突起へと繋がる。

## 前頭突起
前頭突起（ぜんとうとっき、英: frontal process）は上顎骨体の上内側前方の隅から上方に向かう突起である。
鼻骨、涙骨、前頭骨と接する。上顎突起の前面観は内側を鼻骨により鼻骨上顎縫合、上縁を前頭骨により前頭上顎縫合をなし、内下方には上顎骨体の内側と共に鼻切痕をなす。骨面は平滑で、眼窩縁から比較的緩やかに眼窩面に移行する。内側面観は2本の骨稜が後上方から前下方に走り、上から篩骨稜、鼻甲介稜と呼ばれる。内側面と後面によって鼻腔側壁の一部をなし、後面から内側面下部に向かって涙嚢溝が縦走し鼻涙管外壁となる。外側面観は、骨体から移行した眼窩面の一部をなし、眼窩縁に沿って前涙嚢稜が線状に隆起し、後縁は涙骨縁となる。

## 頬骨突起
頬骨突起（きょうこつとっき、英: zygomatic process）は上顎骨体の外側方に向かい頬骨と頬骨上顎縫合により結合しながら頬骨弓へと移行する骨突起である。
前面は眼窩下縁の中央部より外側下方に向かい骨縫合をなし、その下縁によって頬骨歯槽稜の峰をなし、そのまま後面に移行する。上面観は眼窩面の骨縫合から頬骨との骨縫合によって骨結合粗面となり、外側縁は頬骨歯槽稜の下縁によって三角錐様の頂点をなす。

## 口蓋突起
口蓋突起（こうがいとっき、英: palatine process）は上顎骨体下面の内側方に向かい水平で扁平な骨突起のことである。
口蓋突起によって鼻腔と口腔は隔てられる。口蓋突起の前方は歯槽突起の骨稜となり、上面は鼻腔底の一部をなす。口蓋突起内側縁は正中において正中口蓋縫合をなし対側の上顎骨と縫合し、後縁は横口蓋縫合により口蓋骨の水平板と骨縫合する。下面は口腔における硬口蓋の支持面をなし、歯槽突起の骨稜移行部付近には、後方から前方へと口蓋動静脈が通る口蓋溝を有している。

## 歯槽突起
歯槽突起（しそうとっき、英: alveolar process）は上顎骨体下面から連なる前方に凸面をなす蹄鉄の如き形状をした骨突起である。
歯槽突起には上顎の歯牙が釘植し上顎の歯列弓をなす。下面は歯根を埋入している陥没である「歯槽」をなしながら、歯列後縁には疎な骨面による上顎結節、内側縁は対側の上顎骨との正中の骨縫合と切歯孔を有する。

## 上顎洞
上顎洞（じょうがくどう、英: maxillary sinus）は上顎骨体中に存在する鐘体状の空洞である。
左右に存在し、副鼻腔の中では最も大きい。底部は鼻腔の外側壁をなし、尖部は上顎骨の頬骨突起の中に伸びる。また、上顎洞の粘膜は呼吸上皮に属し、その上皮には絨毛が見られる。
上顎の壁は薄く、上顎大臼歯と接近しているため、
- 歯周炎の波及
- 抜歯時の洞底破損、歯根迷入
- 根管治療時の洞内穿孔

などによって歯性上顎洞炎を導きやすくなる。
副鼻腔の中で唯一外部との交通が上部にあるため、一度副鼻腔炎や歯性上顎洞炎等が発生すると他の副鼻腔よりも完治に時間がかかる。

## 画像

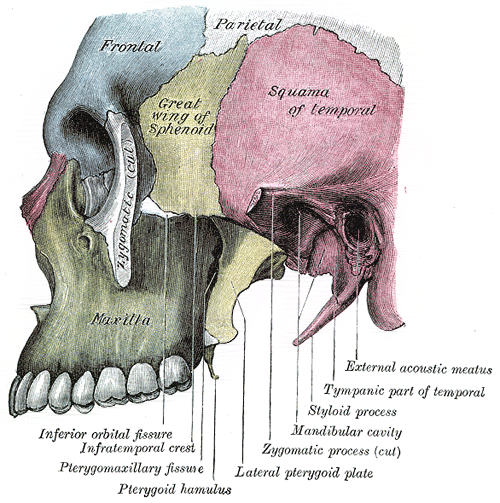
横から見た図。画面左下、緑色で示されているのが上顎骨。
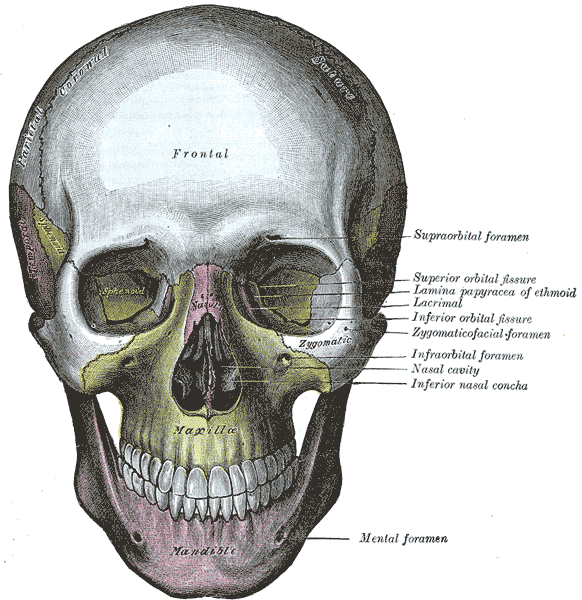
画面中央、黄緑色で示されているのが上顎骨。